# Johann Konrad Dippel

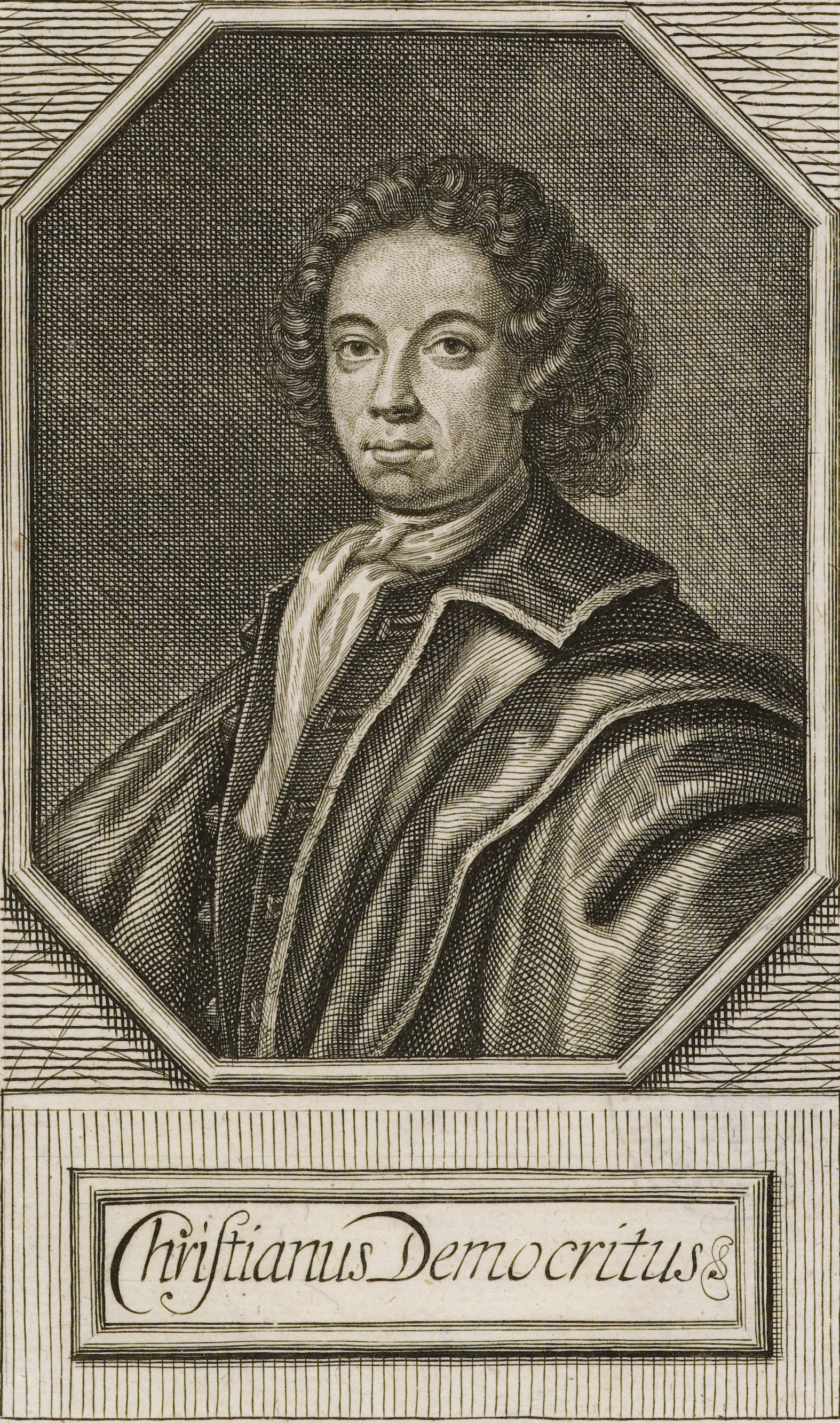
Portret van Johann Konrad Dippel (Christian Democritus)

Johann Konrad Dippel (Darmstadt, 10 augustus 1673 - Berleburg, 25 april 1734) was een Duits chemicus en theoloog.
Johann is als zoon van een Lutherse dominee geboren op Burcht Frankenstein bij Darmstadt en studeerde theologie te Gießen. Na een kort verblijf te Wittenberg vestigde hij zich te Straatsburg, waar hij onderricht gaf in alchemie en handleeskunde. Ook preekte hij af en toe.

## Theologie
In theologisch opzicht was Dippel controversieel. Aanvankelijk verdedigde hij de stelling dat religie niet dogmatisch beschouwd moest worden doch moest worden beleefd door liefde en zelfopoffering. Hieromtrent schreef hij, onder de schuilnaam Christianus Democritus, de werken: Orthodoxia Orthodoxorum (1697) en Papismus vapulans Protestantium (1698). Later verdedigde hij echter de orthodoxie tegenover de stroming van het piëtisme.
Niettemin was hij regelmatig gedwongen om te verhuizen, teneinde vervolging te voorkomen. Zo verbleef hij in diverse plaatsen in Duitsland, Denemarken, Zweden en Nederland. In 1711 haalde hij zijn graad in de medicijnen aan de Universiteit van Leiden.

## Scheikunde
Zijn belangrijkste verdiensten liggen op chemisch gebied. De ontdekking van het Pruisisch blauw, een pigment, wordt wel aan hem toegeschreven. Zijn naam is echter verbonden aan beenderolie of Dippelolie. Dit is een dierlijke olie die wordt verkregen uit de droge destillatie van beenderen en ander slachtafval. Deze kwalijk riekende olie werd gebruikt ter smering van fijne mechanismen en voor de bewerking van leder.
Uit het opgevangen destillaat werd ook ammoniak gewonnen.

## In fictie
Zijn verbondenheid met de Burcht Frankenstein dreef tot de suggestie dat hij als inspiratie diende voor het hoofdpersonage in Mary Shelley's werk Frankenstein (roman). Echter is dit nooit bewezen.
- Bibsys: 1065657
- Bibliothèque nationale de France: cb14412366v (data)
- Gemeinsame Normdatei: 118679767
- International Standard Name Identifier: 0000 0004 5303 2751
- Library of Congress Control Number: n82060285
- Nationale Bibliotheek van Tsjechië: mzk2016930086
- Nationale Bibliotheek van Israël: 987007260313305171
- Nationale Bibliotheek van Polen: a0000003795171
- Nederlandse Thesaurus van Auteursnamen: 12348586X
- Réseau des bibliothèques de Suisse occidentale: 02-A003182078
- LIBRIS: 182821
- SNAC: w6p27h4c
- Système universitaire de documentation: 169632881
- Virtual International Authority File: 315940208
- WorldCat: E39PBJyMjFmjKDYTg4jKCHrpfq